# Jasenové
Jasenové este o comună slovacă, aflată în districtul Žilina din regiunea Žilina, pe malul râului Rajčanka⁠(d). Localitatea se află la altitudinea de 450 m deasupra n.m., se întinde pe o suprafață de 6,27 km2 și în 2017 număra 626 de locuitori.

## Istoric
Localitatea Jasenové este atestată documentar din 1407.

## Demografie
| An:                | 1994 | 2004   | 2014   | 2024   |
| ------------------ | ---- | ------ | ------ | ------ |
| Număr de persoane: | 621  | 635    | 599    | 603    |
| Diferență:         |      | +2,25% | −5,66% | +0,66% |

| An:                | 2023 | 2024 |
| ------------------ | ---- | ---- |
| Număr de persoane: | 603  | 603  |
| Diferență:         |      | +0%  |